# 죄스 데 라 파스
죄스 찬디 데 라 파스(네덜란드어: Zeus Chandi de la Paz, 1995년 3월 11일 ~ )는 퀴라소의 축구 선수로 포지션은 골키퍼이다. 현재는 올덤 애슬레틱 소속으로 뛰고 있다.